# Pala del Teller
La Pala del Teller és una muntanya de 1.889,3 metres d'altitud, que es troba a la Serra de Sant Gervàs —al límit dels municipis de Tremp, a la comarca catalana del Pallars Jussà, i el Pont de Suert, de l'Alta Ribagorça. De tota manera, la part del municipi de Tremp que arriba en aquest cim formava part del terme municipal d'Espluga de Serra, que també pertanyia a la comarca de l'Alta Ribagorça.
La Pala del Teller és el cim més alt de la Serra de Sant Gervàs. Es troba a la part central-occidental de la carena. És a llevant de l'Avedoga d'Adons.
Aquest cim està inclòs al llistat dels 100 cims de la FEEC.